# تانک‌بر

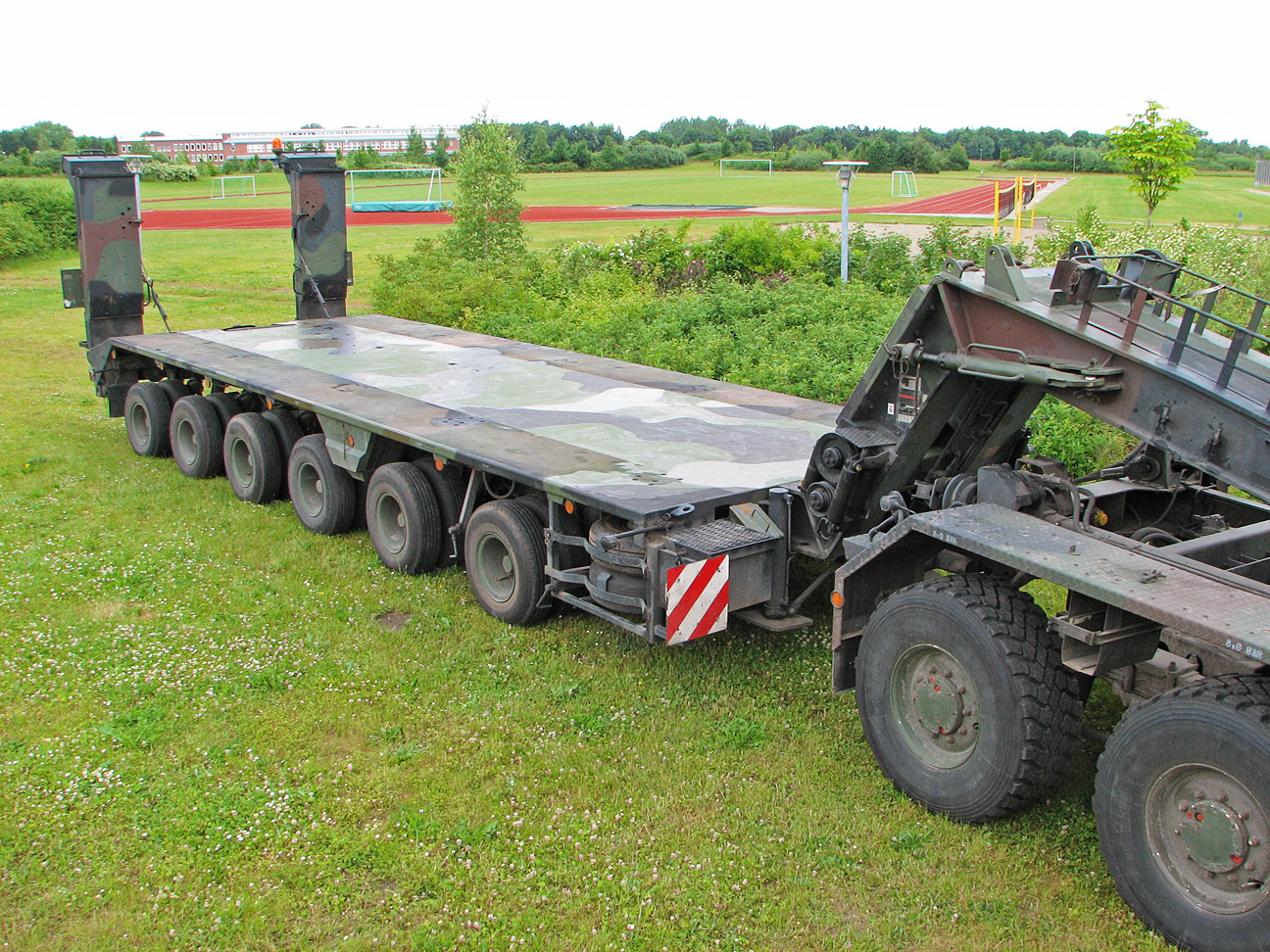
تانک‌بر نیمه‌یدک‌کش چندمحورهٔ اس‌ال‌تی.

تانک‌بر (انگلیسی: Tank transporter) یک وسیله نقلیه سنگین است که برای حمل و نقل تانک‌ها و سایر خودروهای زرهی سنگین استفاده می‌شود. این وسیله نقلیه معمولاً دارای یک کِشنده بزرگ و قدرتمند است که می‌تواند وزن تانک را تحمل کند و آن را به مکان‌های مورد نظر منتقل کند.
تانک‌برها در عملیات‌های نظامی و لجستیکی نقش مهمی دارند، زیرا امکان جابجایی سریع و ایمن تانک‌ها را فراهم می‌کنند. آنها همچنین می‌توانند برای حمل و نقل سایر تجهیزات سنگین نظامی مانند توپخانه، خودروهای زرهی سبک‌تر و تجهیزات پشتیبانی استفاده شوند.
استفاده از تانک‌بر باعث کاهش استهلاک قطعات تانک، صرفه‌جویی در مصرف سوخت، کاهش آسیب به جاده‌ها و کاهش خستگی خدمه تانک می‌شود. همچنین، تانک‌برها می‌توانند تانک‌ها را با سرعت بیشتر و در مسافت‌های طولانی‌تری نسبت به خود تانک‌ها جابجا کنند. برخی از تانک‌برها قابلیت تبدیل شدن به خودروهای بازیابی تانک را نیز دارند و در شرایط جنگی، کشنده آنها برای محافظت زرهی می‌شود.
تانک‌برها معمولاً دارای ویژگی‌های زیر هستند:
- موتور قدرتمند: برای جابجایی بار سنگین تانک‌ها نیاز به موتورهای بسیار قدرتمند دارند.
- سامانه تعلیق قوی: برای تحمل وزن تانک‌ها و جلوگیری از آسیب به تریلر و محموله، دارای سیستم تعلیق قوی هستند.
- کشنده بزرگ و مقاوم: برای حمل تانک‌ها و سایر تجهیزات سنگین، کِشنده‌های (تریلرهای) آنها بزرگ و مقاوم ساخته می‌شوند.
- شیبراه‌های بارگیری: برای بارگیری و تخلیه تانک‌ها، دارای شیبراه‌های (رَمپ‌های) مخصوص هستند.

تانک‌برها انواع مختلفی دارند، از جمله تانک‌برهای چرخ‌دار و تانک‌برهای زنجیری. تانک‌برهای چرخ‌دار برای حمل و نقل در جاده‌ها و مسیرهای هموار مناسب هستند، در حالی که تانک‌برهای زنجیری برای حرکت در زمین‌های ناهموار و شرایط سخت طراحی شده‌اند.